# バス旅スト
「バス旅スト」（バスたびスト）は、TOKYO FMで2017年10月1日より2019年3月31日まで毎週日曜日12：00～12：25に放送されていたラジオ番組。

## 概要
パーソナリティのバスもり！教授となおこ助手の2人によるバス旅の楽しさや旅先の情報などを伝える「レクチャー」を基本した番組で、それに「バス旅スト」たちによるミニドラマ、音楽が挿入される。
番組名にもなっている「バス旅スト」は「普段住み慣れた街から遠く離れたあの場所へ、バスに揺られて自由気ままに旅をする人」と番組では定義している。
ウェルネット、日本大学芸術学部、TOKYO FMの産学共同研究としてスタートし、番組の企画構成・取材・演出は日大芸術学部の教職員、OB及び在学生を中心に、制作されている。
バスの需要喚起・イメージ向上や、ウェルネットのバス旅予約スマホアプリ「バスもり!」のプロモーションを兼ねており、その週に紹介する路線の最新情報や、「バスもり！」の利用方法、割引キャンペーンなどの情報も盛り込まれている。
JFN全国38局ネットで放送されていたが、1年半で終了。最終回は「総集編」であった。

### 前身番組
前番組は同じくウェルネットがスポンサーの「BUSTALGIA presented by WELLNET」。同じく「バスもり！」のプロモーションを目的とし、バスで全国を回り各地の有名スポットや隠れ名所を旅するものであった。こちらもミニドラマと音楽の二本立てで一年間放送された。現番組は、ウェルネットのバス番組シリーズ二代目にあたる。

## 番組内容

### ミニドラマ・レクチャー
番組の中核をなす主体コーナー。「バス旅スト」たちによる1～2回完結のバス旅によるラジオドラマとなっている。前後編のうち、1回は必ず「高速バス」を使用し、隔週で利用するバスは異なる。

#### 出演者・パーソナリティ
ドラマの出演者は話ごとに異なり、すべて日大芸術学部関係者である。
ただし、パーソナリティとされている2名は固定され、ミニドラマを補足しつつ番組を進行する。パーソナリティはミニドラマ中の登場人物にストラップ人形として吊るされ、旅のお供とされている設定である。
- 森中慎也（日本大学芸術学部教授[3]）
  - 「バスもり！教授」と呼ばれる。バス旅について盛りだくさんの情報を教えてくれる、バス旅のスペシャリストとされている[1]。
- 奥沢菜穂子
  - 「バスもり！教授」の助手で、「なおこ助手」と呼ばれる。

### 音楽コーナー
ミニドラマの幕間に挿入され、ミニドラマのテーマになるべく合致した選曲となっている。